# Rayonnement ionisant
 (juillet 2016).
Si vous disposez d'ouvrages ou d'articles de référence ou si vous connaissez des sites web de qualité traitant du thème abordé ici, merci de compléter l'article en donnant les références utiles à sa vérifiabilité et en les liant à la section « Notes et références ».

Pouvoir de pénétration (exposition externe).
Le rayonnement alpha (constitué de noyaux d'hélium) est arrêté par une simple feuille de papier.
Le rayonnement bêta (constitué d'électrons ou de positons) est arrêté par une plaque d'aluminium.
Le rayonnement gamma, constitué de photons très énergétiques, est atténué (et non arrêté) quand il pénètre de la matière dense, ce qui le rend particulièrement dangereux pour les organismes vivants.
Il existe d'autres types de rayonnements ionisants. Ces trois formes sont souvent associées à la radioactivité.

Nouveau pictogramme de risque contre les rayonnements ionisants, transféré le 15 février 2007 par l'AIEA à ISO. Il doit remplacer le pictogramme jaune classique, uniquement « dans certaines circonstances, spécifiques et limitées ».

Un rayonnement ionisant est un rayonnement électromagnétique ou corpusculaire capable de produire directement ou indirectement des ions lors de son passage à travers la matière. Ces rayonnements peuvent être produits par la radioactivité d'atomes tels que l'uranium, ou par des appareils électriques comme des scanners. Ils ont des applications notamment dans les domaines de la défense, de la santé et de la production d'électricité.
Pour les organismes vivants, les rayonnements ionisants peuvent être nocifs, voire mortels en cas de dose élevée. Les rayons ionisants sont de natures et de sources variées. Leurs propriétés dépendent de la nature des particules constitutives du rayonnement et de leur énergie.

## Principaux rayonnements ionisants
Les rayonnements les plus énergétiques transfèrent assez d’énergie aux électrons de la matière pour les arracher de leur atome. Les atomes ainsi privés de certains de leurs électrons sont alors chargés positivement. Les atomes voisins qui accueillent les électrons se chargent négativement.
Les atomes chargés positivement ou négativement sont appelés « ions ». Les atomes qui ont perdu au moins un électron sont devenus des ions positifs (cations), tandis que les atomes qui ont reçu au moins un électron sont devenus des ions négatifs (anions). Les rayonnements capables de provoquer de telles réactions sont dits « ionisants ».
Par leur énergie, les rayonnements ionisants sont pénétrants, c’est-à-dire qu’ils peuvent traverser la matière. Le pouvoir de pénétration dépend du type de rayonnement et du pouvoir d'arrêt de la matière. Cela définit des épaisseurs différentes de matériaux pour s'en protéger, si nécessaire et si possible.

### Particules

#### Particules alpha: noyaux d'hélium
Pénétration faible. Les particules α sont émises à une vitesse avoisinant les 16 000 km/s. Cependant étant lourdes et chargées électriquement, elles sont arrêtées très facilement et rapidement par les champs électromagnétiques et les atomes composant la matière environnante. Une simple feuille de papier suffit à arrêter ces particules. Pour se protéger, il importe avant tout que le corps émetteur du rayonnement alpha ne soit pas ingurgité ou inhalé.

#### Particules bêta

##### Particules β−: électrons
Pénétration moyenne. Les particules β− sont des électrons. Ces derniers sont émis avec des énergies variant de quelques keV à quelques MeV. Ils peuvent donc atteindre des vitesses élevées souvent relativistes. Cependant, chargés électriquement, ils vont être arrêtés par la matière et les champs électromagnétiques environnants. Une feuille d’aluminium de quelques millimètres peut arrêter les électrons. Un écran d'un centimètre de plexiglas arrête toutes les particules bêta d'énergie inférieure à 2 MeV. Pour se protéger, il importe avant tout que le corps émetteur du rayonnement bêta ne soit pas ingurgité.

##### Particules β+: positons
La pénétration est semblable à celle des électrons. Mais à la fin de son parcours, un positon s’annihile avec un électron rencontré sur son passage en formant deux photons gamma de 511 keV chacun, émis à 180° l'un de l'autre, ce qui ramène le problème au cas du rayonnement gamma.

#### Neutrons
Le neutron n'étant pas chargé, il ne produit pas directement d'ionisations en traversant la matière. En revanche, il peut avoir de nombreuses réactions avec les noyaux des atomes (capture radiative, diffusion inélastique, réactions produisant des particules α ou d'autres neutrons, fission du noyau, etc.), produisant chacune des rayonnements ionisants. À ce titre, les neutrons sont considérés comme un rayonnement ionisant.
Les neutrons sont surtout présents dans les réacteurs nucléaires ; ils sont émis, par exemple, lors de la fission d’atomes d’uranium 235. Les neutrons sont aussi présents aux altitudes de vol des avions long-courrier et subsoniques : ils participent à 30 % de la dose reçue par le personnel navigant.
Leur pénétration dépendant de leur énergie.
Le bore et le cadmium, neutrophages, absorbent (capturent) les neutrons.
Une forte épaisseur d’eau ou de paraffine modère (réduit la vitesse) les neutrons.

### Rayonnement électromagnétique

#### Rayonnements X et gamma
Pénétration très grande, fonction de l’énergie du rayonnement et de la nature du milieu traversé.
Chaque matériau est ainsi caractérisé par une couche de demi-atténuation qui dépend de sa nature, du type de rayonnement et de l'énergie du rayonnement. La couche de demi-atténuation (ou épaisseur moitié) est l'épaisseur nécessaire pour réduire de moitié la valeur du débit de dose de rayonnements X ou γ. On définit selon le même principe une épaisseur dixième, qui ne laisse passer que 10 % du débit de dose.
Au-delà de la dizaine de keV, l'air n'a plus d'absorption significative des rayonnements X et γ. Le plomb est généralement utilisé comme élément de radioprotection dans le domaine médical. En effet, il a une épaisseur de demi-absorption de l'ordre de 100 µm à 100 keV. Une épaisseur de 1 mm de plomb réduit la dose d'un rayonnement X de 100 keV d'un facteur 1 000. L'épaisseur de demi-absorption du plomb passe néanmoins à 1 mm vers 250 keV, ce qui signifie qu'une épaisseur de 10 mm de plomb serait alors nécessaire pour réduire la dose d'un facteur équivalent. En conséquence, dans les environnements industriels, où l'énergie peut parfois atteindre plusieurs MeV, on utilise des murs en béton (moins absorbants que le plomb, mais pratiquement plus épais) dans le contexte de la radioprotection. Dans certains cas, ceux-ci sont barités (ajout d'une charge très dense) pour en augmenter l'efficacité.
À épaisseur d'écran identique, le rayonnement gamma est atténué par : le plomb, l'acier, le béton, l’eau (par ordre d'efficacité décroissante).

## Source
Les rayonnements ionisants sont présents sur la Terre depuis sa création. Les progrès scientifiques ont amené à l'utilisation de rayonnements ionisants produits artificiellement. Ces rayonnements ont donc aujourd'hui des origines très diverses.
Les rayonnements cosmiques sont des rayonnements ionisants d'origine naturelle. Ils peuvent provenir du Soleil mais également d'autres sources galactiques et extra-galactiques. Ils sont constitués de noyaux atomiques, de particules de haute énergie et de rayonnements électromagnétiques. Leur interaction dans l'atmosphère produit des éléments radioactifs, dits d'origine cosmogénique, ainsi que des pions se désintégrant en produisant des muons.
La radioactivité produit différents types de rayonnements ionisants : les particules α, les particules β (β− : électrons, β+ : positons), les protons, les neutrons et les rayons γ. Les radionucléides responsables de cette radioactivité ont eux-mêmes plusieurs origines :
- les radionucléides d'origine cosmogénique sont produits dans l'atmosphère par les rayonnements cosmiques avant de retomber sur Terre. Parmi eux, on peut citer le carbone 14 (14C) ou encore le tritium (3H) ;
- les radionucléides d'origine tellurique sont présents sur la Terre depuis sa formation. Certains, possédant une période radioactive courte par rapport à l'âge de la Terre ont pratiquement disparu. D'autres, ayant une longue période radioactive, sont les plus abondants mais ne présentent pas une forte activité. Ce sont les radioéléments ayant une période radioactive de l'ordre de grandeur de l'âge de la Terre qui sont responsables de la majeure partie de la radioactivité tellurique : le potassium 40 (40K), l'uranium 238 (238U) ;
- les radioéléments d'origine artificielle sont souvent produits de manière contrôlée dans des cyclotrons ou dans des réacteurs nucléaires. Elle est aujourd'hui présente dans l'environnement essentiellement du fait des essais nucléaires atmosphériques, des catastrophes nucléaires et des différents rejets de radioéléments utilisés en médecine ou dans les centrales nucléaires. L'iode 131 (131I) et le césium 137 (137Cs) sont des radioéléments d'origine artificielle.

Certains rayonnements électromagnétiques sont également des rayonnements ionisants. De manière classique, on considère que c'est à des longueurs d'onde inférieures à 0,1 µm qu'un rayonnement électromagnétique est ionisant. Parmi le spectre électromagnétique, sont donc considérés comme ionisants les rayons gamma, les rayons X et certains ultraviolets. Les rayons gamma sont issus de la désexcitation nucléaire faisant suite à une désintégration radioactive. Les rayons X et les rayonnements ultraviolets sont issus des processus électromagnétiques comme la transition électronique ou le Bremsstrahlung. Ils font partie des rayonnements cosmiques mais sont aussi produits de manière artificielle pour servir dans divers domaines tels que la recherche scientifique, la radiologie médicale ou l'industrie.
Certains rayonnements particulaires sont aussi considérés comme des rayonnements ionisants. Ils proviennent des diverses sources naturelles ci-dessus mais peuvent aussi être directement créés de façon artificielle et utilisés dans des accélérateurs de particules : électrons, protons, ions.
| Type de rayonnement             | Type de rayonnement    | Rayonnement ionisant                      | Charge élémentaire | Masse (MeV/c2) |
| ------------------------------- | ---------------------- | ----------------------------------------- | ------------------ | -------------- |
| Rayonnements électromagnétiques | Indirectement ionisant | Rayonnement ultraviolet moyen et lointain | 0                  | 0              |
| Rayonnements électromagnétiques | Indirectement ionisant | Rayon X                                   | 0                  | 0              |
| Rayonnements électromagnétiques | Indirectement ionisant | Rayon gamma                               | 0                  | 0              |
| Rayonnements particulaires      | Indirectement ionisant | Neutron                                   | 0                  | 940            |
| Rayonnements particulaires      | Directement ionisant   | Électron / particule β−                   | −1                 | 0,511          |
| Rayonnements particulaires      | Directement ionisant   | Positon / particule β+                    | +1                 | 0,511          |
| Rayonnements particulaires      | Directement ionisant   | Muon                                      | −1                 | 106            |
| Rayonnements particulaires      | Directement ionisant   | Proton                                    | +1                 | 938            |
| Rayonnements particulaires      | Directement ionisant   | Ion 4He / particule α                     | +2                 | 3 730          |
| Rayonnements particulaires      | Directement ionisant   | Ion 12C                                   | +6                 | 11 193         |
| Rayonnements particulaires      | Directement ionisant   | Autres ions                               | Variable           | Variable       |

## Effets sur l'organisme
Un rayonnement qui pénètre dans la matière interagit avec les éléments du milieu et transfère de l’énergie. Un rayonnement ionisant possède assez d'énergie pour créer des dommages dans la matière qu'il traverse. Dans un organisme vivant, il peut endommager certains constituants cellulaires (ADN, organites notamment).
Le corps est quotidiennement naturellement exposé à une faible dose de rayonnement, mais dans ces conditions, des mécanismes intra-cellulaires réparent la plupart des lésions produites. En cas d'exposition à de fortes doses, ces mécanismes sont dépassés et peut alors apparaître un dysfonctionnement de l'organisme, une pathologie, voire la mort.

C'est pourquoi, idéalement, l'exposition aux rayonnements ionisants, lorsqu'elle est nécessaire ou inévitable, doit rester la plus faible possible en vertu des principes de radioprotection.

La recherche sur les effets des rayonnements a connu un pic d'activité après les explosions des bombes de Nagasaki et d'Hiroshima, puis après la catastrophe de Tchernobyl. Et dernièrement après l'accident de Fukushima, le Comité scientifique des Nations unies pour l'étude des effets des rayonnements ionisants (UNSCEAR) a publié un rapport 2013, plusieurs mises à jour,,, et un autre rapport de synthèse des informations acquises de 2013 à 2019,,.

## Exposition des humains aux rayonnements ionisants
Pour apprécier à leur juste valeur les risques liés aux rayonnements ionisants, il est nécessaire de s'intéresser à ceux d'origine naturelle auxquels les humains ont toujours été exposés. Tous les organismes vivants y sont adaptés et semblent capables de corriger, jusqu’à un certain degré, les dégâts dus à cette irradiation naturelle.
En France, l’exposition annuelle moyenne de la population aux rayonnements ionisants est d’environ 2 mSv. À cette radioactivité naturelle s'ajoutent des rayonnements de sources artificielles. Ces rayonnements sont du même type que ceux émis par des sources naturelles et leurs effets sur la matière vivante sont, à dose égale, identiques. Ce sont essentiellement les radiographies médicales ou dentaires, et moindrement des rayonnements provenant de radionucléides ingérés ou inhalés (avec la fumée de cigarette par exemple). En France, le Système d'information de la surveillance de l'exposition aux rayonnements ionisants (SISERI) collecte les données des mesures de radioprotection des travailleurs soumis aux rayonnements ionisants.
Seulement 1,5 % provient d’autres sources comme les retombées des essais aériens des armes nucléaires et les retombées de la catastrophe de Tchernobyl, mais leur effet peut être très aggravé lorsque la contamination est interne, à la suite d'une inhalation ou d'une absorption (cas les plus courants) de radionucléides dans les aliments.
L'exposition à la radioactivité naturelle reste largement inférieure à une exposition directe aux rayonnements ionisants dus, par exemple, à des accidents de centrales atomiques, où l'on est confronté à des valeurs de 100 à plus de 10 000 mSv.

### Modes d'exposition
Selon la manière dont les rayonnements atteignent l’organisme, on distingue deux modes d’exposition : externe ou interne.

#### Exposition externe
Elle a lieu lorsque le sujet se trouve exposé à des sources de rayonnements qui lui sont extérieures (substances radioactives sous forme de nuage ou de dépôt sur le sol, sources à usage industriel ou médical…). Elle peut concerner tout l’organisme ou une partie seulement de celui-ci. Elle cesse dès que l’on n’est plus sur la trajectoire des rayonnements (cas par exemple d’une radiographie du thorax).

#### Exposition interne (due à une contamination interne)
Elle survient quand des substances radioactives (contenant des radionucléides) se trouvent à l’intérieur de l’organisme. Ces dernières provoquent une irradiation interne.
Elles ont pu pénétrer par inhalation, par ingestion, par une plaie ou par voie transcutanée, avant de se distribuer dans l’organisme dans des organes-cibles (ex. : la thyroïde pour l'iode radioactif). On parle alors de « contamination interne ».
Celle-ci ne cesse que lorsque les substances radioactives ont entièrement disparu de l’organisme après un temps plus ou moins long par élimination naturelle, décroissance radioactive, et/ou traitement.
Valeurs de quelques périodes radioactives :
- iode 131 (131I) : 8,02070 jours ;
- carbone 14 (14C) : 5 730 ans ;
- potassium 40 (40K) : 1,248 milliard d'années.

Tous les radioisotopes ne sont pas éliminés naturellement (urines…) à la même vitesse. Certains peuvent s’accumuler dans des organes spécifiques (os, foie…) avant d’être évacués du corps.
Pour chacun des éléments radioactifs, on définit, en plus de sa période radioactive, une période biologique.

### Vocabulaire et définitions réglementaires
Une réglementation a défini depuis 2006 plusieurs modes d'exposition :
- exposition externe sans contact (à distance) : irradiation ;
- exposition externe avec contact : contamination externe ;
- exposition interne : contamination interne.

La contamination peut être surfacique, ou volumique (atmosphérique).

### Exposition naturelle
On[Qui ?] n'a pas démontré de conséquences sanitaires au rayonnement naturel, sauf pour des sujets présentant une hypersensibilité telle l'ataxie télangiectasie. Selon une hypothèse controversée (hormèse), il y aurait peut-être même au contraire des effets bénéfiques aux faibles doses d'irradiation. En effet, dans certaines régions du monde (Ramsar (Iran), Kerala (Inde)), les doses reçues par les habitants dépassent 240 fois les doses généralement conseillées par les normes internationales. De plus, certaines études montrent que ces populations ne sont pas plus affectées que celles des régions avoisinantes, et il semble avoir plutôt un effet positif. D'autres études montrent par contre un nombre élevé d'aberrations génétiques, des perturbations de l'immunité (taux élevé d'allergies) et une élévation de la stérilité chez les femmes[réf. nécessaire].
Les rayonnements ionisants que nous recevons de sources naturelles ont des origines diverses et se répartissent en trois principaux types :

#### Rayonnements cosmiques
On appelle rayonnement cosmique un flux de particules (principalement des protons) dotées d’une énergie très élevée, de l’ordre du gigaélectron-volt (GeV). Il est d’origine solaire ou galactique. Ces protons de haute énergie entrent en collision avec les noyaux des atomes de l’atmosphère et créent des fragments eux-mêmes dotés d’une énergie élevée (protons, neutrons, muons, neutrinos, mésons, etc.).
Le débit d’équivalent de dose dû aux rayonnements cosmiques est en moyenne de 0,3 mSv/an au niveau de la mer. Mais il varie considérablement en fonction de l’altitude et de la latitude (voir le tableau ci-dessous).
| Altitude (km) | 0° (équateur) | 30°  | 50°   |
| ------------- | ------------- | ---- | ----- |
| 0             | 0,35          | 0,4  | 0,5   |
| 1             | 0,60          | 0,7  | 0,9   |
| 2             | 1,0           | 1,3  | 1,7   |
| 3             | 1,7           | 2,2  | 3,0   |
| 4             | 2,6           | 3,6  | 5,0   |
| 5             | 4,0           | 5,8  | 8,0   |
| 10            | 14,0          | 23,0 | 45,0  |
| 15            | 30,0          | 50,0 | 110,0 |
| 20            | 35,0          | 60,0 | 140,0 |

Cela a pour conséquence que certaines populations subissent une exposition plus importante que la moyenne. Le tableau ci-dessous donne les équivalents de dose reçus par les populations de villes situées en altitude.
| Ville                  | Altitude (m) | Latitude (°) | DDDE (mSv/an) | Population (hab) |
| ---------------------- | ------------ | ------------ | ------------- | ---------------- |
| La Paz (Bolivie)       | 3 630        | 16° S        | 2,7           | 1 800 000        |
| Quito (Équateur)       | 2 850        | 0°S          | 1,6           | 2 600 000        |
| Bogota (Colombie)      | 2 640        | 4° N         | 1,5           | 8 800 000        |
| Cerro de Pasco (Pérou) | 4 259        | 10° S        | 3,3           | 70 000           |
| Lhassa (Tibet)         | 3 684        | 30° N        | 3,1           | 200 000          |

#### Éléments radioactifs contenus dans le sol
Nous sommes exposés aux rayonnements dus aux radioéléments présents dans la croûte terrestre. Il existe une cinquantaine de radioéléments naturels dont la plupart font partie des trois familles naturelles du thorium, de l’uranium et de l’actinium.
C’est le thorium qui existe en quantité la plus importante (10 ppm en moyenne). On trouve ensuite l’uranium (2 à 3 ppm), puis l’actinium.
Un autre radioélément contribue de façon notable : le potassium 40 (40K), isotope naturel du potassium (0,01167 %). Sa concentration est de l’ordre de 100 à 1 000 Bq/kg de sol.
Le débit de dose radioactive absorbée moyen dû à l’ensemble de ces isotopes est d’environ 0,3 mSv/an en France. Il varie cependant largement en fonction de la composition du sol. L’équivalent de dose reçu en Bretagne ou les Vosges est de deux à trois fois supérieur à celui reçu dans le Bassin parisien. Dans certaines régions, comme l’État de Kerala sur la côte Sud-Ouest de l’Inde, il atteint 30 mSv/an.
La chaleur interne de la Terre provient, selon une proportion d'environ 80 %, de celle produite par la radioactivité naturelle du sol. Voir l'article Géothermie.

#### Éléments radioactifs naturels absorbés par inhalation ou ingestion
Des émanations gazeuses de certains produits issus de la désintégration de l’uranium contenu dans le sol tels que le radon, ou le potassium des aliments dont nous retenons une partie dans notre organisme (élément dont nous maintenons en permanence un stock d'environ 165 g par personne), provoquent chez chacun d’entre nous, en moyenne, une irradiation de 1,55 mSv par an. La principale source d’irradiation naturelle est le 222Rn, gaz naturel radioactif. Elle représente environ un tiers de l’irradiation reçue et augmente dans les régions granitiques.
Toutes les familles naturelles ont dans leur chaîne de désintégration un isotope du radon (222Rn engendré par le 226Ra, et le 220Rn appelé également « thoron », engendré par le 224Ra). Ces gaz émanent du sol, des eaux et des matériaux de construction. Les valeurs moyennes des concentrations ont été évaluées à 2 Bq/m3 en plein air et 20 Bq/m3 dans les habitations pour le plus important d’entre eux : le 222Rn. Ces gaz et leurs descendants solides irradient les poumons.
Le potassium étant un élément important de notre constitution et vital au bon fonctionnement de nos cellules (environ 165 g par personne), l’isotope 40K de cet élément contribue à une activité intérieure constante d'environ 5 000 Bq, auxquels viennent s'ajouter une part similaire due à l'activité de l'ensemble des autres isotopes instables de notre corps.
Exemple : radioactivité de différents milieux naturels :
- eau de pluie : 0,3 à 1 Bq/L ;
- eau de rivière : 0,07 Bq/L (226Ra et descendants) ; 0,07 Bq/L (40K) ; 11 Bq/L (3H) ;
- eau de mer : 14 Bq/L (40K essentiellement) ;
- eau minérale : 1 à 2 Bq/L (226Ra, 222Rn) ;
- lait : 60 Bq/L ;
- sol sédimentaire : 400 Bq/kg ;
- sol granitique : 8 000 Bq/kg ;
- corps humain : 8 000 à 10 000 Bq (dont 5 000 dus au 40K).

Le tableau suivant résume la contribution des diverses composantes de la radioactivité naturelle. Il faut toutefois se souvenir que ce sont des valeurs moyennes susceptibles de variations importantes en fonction de l’altitude, de la latitude et de la composition du sous-sol.
| Source naturelle       | Exposition (mSv/an) |
| ---------------------- | ------------------- |
| Rayonnement cosmique   | 0,3                 |
| Rayonnement tellurique | 0,32                |
| Isotopes cosmiques     | 0,01                |
| 40K                    | 0,17                |
| 222Rn + descendants    | 0,55                |
| 220Rn + descendants    | 0,15                |
| Divers                 | 0,06                |
| Total                  | 1,56                |

### Exposition artificielle
Pour chaque habitant, l’exposition annuelle moyenne aux sources artificielles d’irradiation est d’environ 1 mSv. Celles-ci sont principalement les irradiations médicales et les applications industrielles des rayonnements.
Les centrales nucléaires, les usines de traitement du combustible nucléaire usé, les retombées des anciens essais nucléaires atmosphériques et de la catastrophe de Tchernobyl, etc., exposent chaque personne en moyenne à 0,002 mSv par an.

#### Irradiations médicales
Il s’agit principalement des radiographies médicales et dentaires qui provoquent une irradiation externe proche de 1 mSv par an (moyenne en France).
L’essor du radiodiagnostic a été un des facteurs essentiels du progrès médical au cours du XXe siècle. Les équivalents de dose délivrés par les différents types d’examens varient considérablement en fonction de la profondeur des organes étudiés et de la dimension du segment de l’organisme concerné. À côté des appareils classiques, sont apparus progressivement des appareils plus perfectionnés (« scanners ») qui, associés à des ordinateurs, permettent de réaliser des images en coupe (tomographies) de l’organisme.
| Examen médical            | Dose (mGy) |
| ------------------------- | ---------- |
| Radiographie pulmonaire   | 0,7        |
| Radiographie du crâne     | 2          |
| Radiographie de l’abdomen | 3          |
| Scanner du crâne          | 27         |
| Urographie                | 20         |
| Scanner du corps entier   | 160        |
| Transit œsogastroduodénal | 90         |

La radiothérapie externe est un des traitements de base des cancers. On utilise généralement des rayonnements de haute énergie émis par des sources de cobalt radioactif 60Co ou par des accélérateurs de particules.
Dans certains traitements dits de curiethérapie, un corps radioactif est placé, soit au contact immédiat des tissus à irradier, soit implanté sous forme d’aiguilles radioactives (iridium, césium). Les doses classiquement administrées sont élevées (40 à 80 Gy) et espacées dans le temps pour permettre aux tissus sains de se régénérer. Les techniques d'implantation définitive de grains radioactifs (iode, palladium) sont en expansion.
La médecine nucléaire utilise des isotopes radioactifs pour l’exploration de l’organisme humain. Elle consiste à injecter un isotope radioactif qui se fixe dans la partie à explorer et de réaliser une image à l’aide d’une caméra à scintillation (scintigraphie).
Les isotopes utilisés sont l'iode 131 (131I) pour l’exploration fonctionnelle de la thyroïde et surtout le technétium 99m (99mTc) dont l’intérêt est sa courte période radioactive (T = 6,02 h) ce qui minimise les équivalents de dose administrés. Il peut être obtenu à partir de molybdène 99mMo par un appareil à élution.
L'exploration fonctionnelle d'organes tels que le cerveau utilise la tomographie à émission de positons. L'isotope utilisé est souvent le 18F (T = 2 h), injecté sous une forme liée à un sucre : l'activité cérébrale consomme du glucose et les zones les plus actives lors d'une tâche cognitive seront visualisées par une gamma-caméra.
| Exploration    | Équivalent de dose (mSv par mCi de 99mTc injecté) |
| -------------- | ------------------------------------------------- |
| Vessie         | 0,85                                              |
| Estomac        | 0,51                                              |
| Intestin       | 2,3                                               |
| Thyroïde       | 1,3                                               |
| Ovaires        | 0,3                                               |
| Testicules     | 0,09                                              |
| Moelle osseuse | 0,17                                              |
| Corps entier   | 0,11                                              |

### Synthèse
Voici une vue synthétique des principales sources d'exposition avec les équivalents de dose correspondants.
Il ne faut pas perdre de vue qu'il s'agit de valeurs moyennes et que certains groupes d'individus (tels les travailleurs de l'énergie nucléaire et les populations habitant dans certaines régions) sont exposés à des équivalents de dose plus importants.
| Radioactivité                    | Exposition interne | Exposition totale |
| -------------------------------- | ------------------ | ----------------- |
| Radioactivité naturelle          | 0,94               | 1,64              |
| Irradiation à des fins médicales | 0,015              | 0,8               |
| Essais nucléaires                | 0,02               | 0,04              |
| Énergie d’origine nucléaire      | 0,015              | 0,02              |
| Total                            | 0,99               | 2,5               |

## Exemples d'usage
- Les rayons X ont d'abord été utilisés pour la radiographie, et les UV pour traiter le rachitisme. Et la médecine nucléaire utilise de plus en plus l'ionisation externe et/ou interne de tissus par une source radioactive pour traiter certains cancers.
- Depuis les années 1980, l'industrie agroalimentaire utilise l'« ionisation alimentaire » (parfois aussi dénommée pasteurisation à froid)[10], notamment dans certains pays (États-Unis, Australie, France, Belgique, République tchèque, Italie, Pays-Bas, Pologne, Royaume-Uni, etc.), principalement pour prévenir les risques d'intoxication alimentaire et/ou de parasitose. La technique permet de stériliser dans leur masse la totalité du produit exposé et d'allonger le temps de conservation de divers aliments. Les rayons gamma, le faisceau d'électrons ou les rayons X sont aujourd'hui autorisés et utilisés dans plus de soixante pays pour traiter des graines, épices, fruits et légumes (importés notamment), viandes rouges et blanches, œufs en coquille, poissons, amphibiens (cuisses de grenouilles importées), crustacés, mollusques (huîtres par exemple) et des aliments industriels (ex. : nugget de poulet)[11]. Bactéries et parasites y sont tués en quelques secondes à quelques dizaines de minutes par destruction de leur ADN et/ou ARN. L'irradiation en deçà d'une certaine dose délivrée est considérée comme sûre, mais elle peut altérer le goût (rancissement), elle altère la composition et la qualité des aliments gras (forte perte de vitamine E et de vitamine C notamment, et apparition de sous-produits issus de la radiolyse, dont divers hydrocarbones volatils[12] et des molécules de la famille des alkylcyclobutanones (ou 2-alkylcyclobutanones ou 2-ACB). On connait au moins 33 composés volatils (hydrocarbures, aldéhydes, cétones) issus de la radiolyse des lipides. Leur teneur croît avec la dose/durée d'irradiation, à des degrés divers selon le composé[12]. Parmi le plus importants de ces composés, figurent six molécules : tridécane, 1-tétradécène, tétradécane, 1-pentadécène, pentadécane et 2-DCB, qui toutes ont une concentration croissant linéairement en fonction de la dose d'irradiation (cinétique d'ordre zéro, sauf pour le tridécane et le tétradécane issus de l'acide gras tripalmitine caractérisé, lui par un taux de croissance de premier ordre). Le traitement semble moins efficace contre les virus mais en 2011, mais l'EFSA considère qu'il est utile pour diminuer la charge virale portée par certains aliments[13].
- Le même traitement sert à supprimer la germination de tubercules (ex. : pomme de terre) et de bulbes (ex. : ail, oignons)[14].
Comme l'irradiation de certains aliments évite (dérogatoirement) leur mise en quarantaine et certains contrôles dans les ports ou aéroports, cette technique a été encouragée[11].
- Les rayonnements ionisants sont utilisés pour les bombes radiologiques.